# Dorfkirche Butzow

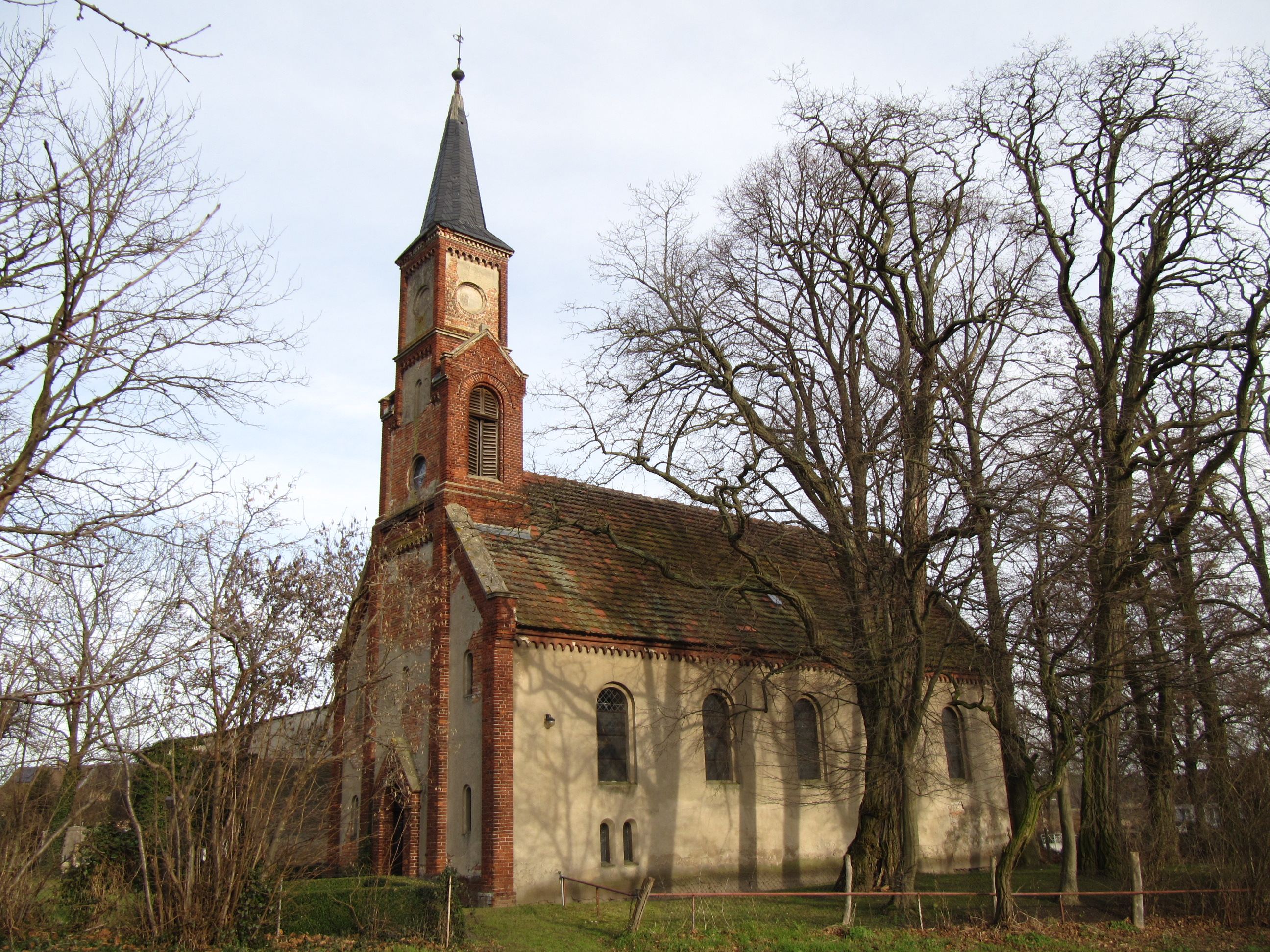
Dorfkirche Butzow

Die Dorfkirche Butzow ist eine neuromanische Saalkirche im Dorf Butzow und liegt zentral im heutigen Ortsteil der Gemeinde Beetzseeheide, Brandenburg. Die Kirchengemeinde Päwesin gehört zum Kirchenkreis Mittelmark-Brandenburg der Evangelischen Kirche Berlin-Brandenburg-schlesische Oberlausitz.

## Geschichte
Das Dorf Butzow wurde 1207 erstmals als „Buzow“ urkundlich erwähnt. Ab 1499 bis 1542 hatte das Prämonstratenserstift Unserer lieben Frau auf dem Berge auf dem Marienberg vor der Altstadt Brandenburg das Patronatsrecht über Butzow. 1518 gab der Kurfürst Joachim I. ein heimgefallenes Lehen in Butzow dem Prämonstratenserstift auf dem Marienberg, das bereits das Kirchenpatronat innehatte und im Jahr 1520 verkaufte er Butzow mit allen Rechten und Einkünften für 992 Gulden und 30 Groschen an das Domkapitel Brandenburg. Auch die Lehnsfolge ging von den Familien Brösegke und Klest auf das Domkapitel über. Die bisherigen Freihufe wurden daraufhin an Bauern verpachtet. Später, im Zuge der Reformation, kam auch das Kirchenpatronat vom Prämonstratenserkloster an das Domkapitel und spätestens seit 1541 bis in das 17. Jahrhundert hinein wurde der Butzower Gottesdienst vom Ketzürer Pfarrer versehen. Infolge des Dreißigjährigen Krieges (1618 bis 1648) fiel Butzow weitgehend wüst. Nach dem Krieg und der Wiederbesiedlung bekam Butzow bis spätestens 1656 wieder einen eigenen Pfarrer. Bis 1877 hatte das Brandenburger Domkapitel das Patronatsrecht inne. Zwei Jahre nach dem Abtreten dieses wurde eine neue, durch die Bauerngemeinde Butzows finanzierte Kirche geweiht.
Im Jahr 2006 gründete sich ein Förderverein, der sich seit dieser Zeit für das Bauwerk einsetzt. Der Förderkreis Alte Kirchen Berlin-Brandenburg erklärte das Bauwerk im Mai 2008 zur Dorfkirche des Monats. Sie befand sich zu diesem Zeitpunkt in einem schlechten Zustand: Der Turmhelm war undicht, Wasser drang in das Bauwerk ein. Die Fundamente der Apsis hatten sich bereits gesenkt und der Chorbogen war gerissen. Ab 2012 erfolgte eine umfassende Sanierung des Kirchenbaus. Im November 2013 stand die Finanzierung für den ersten Bauabschnitt, so dass im Sommer 2014 mit der Sanierung der Kirchturmspitze begonnen werden konnte. Nachdem die Gründung saniert worden war, wurde 2016/2017 der Dachstuhl und die Balkendecke über dem Kirchenschiff saniert. Der Förderverein schloss mit der Gemeinde Beetzseeheide einen Nutzungsvertrag über das ehemalige Schulgebäude und baute es zum Dorfgemeinschaftshaus um. Der Chorbogen wurde saniert, die historische Farbfassung an den Decken und Wänden wiederhergestellt sowie der Bereich um die Empore saniert. 2020 sollen die verbleibenden Flächen im Innenraum restauriert werden.

## Bauwerk

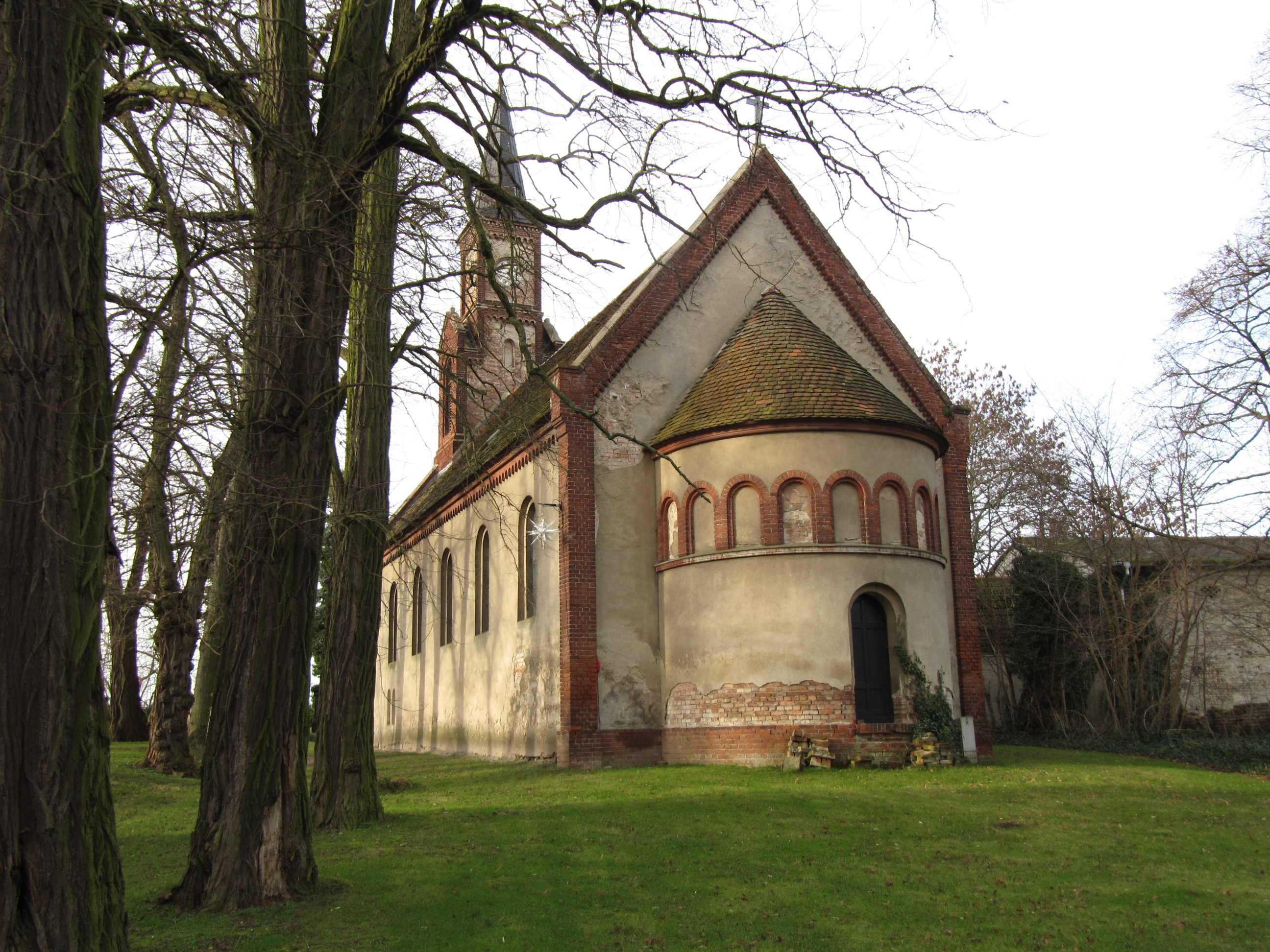
Butzower Kirche von Südosten

Die Dorfkirche ist ein neoromanischer Bau. Sie ist aus roten Ziegeln gemauert und teilweise verputzt. Eine kleine, halbrunde Apsis hat ein halbes Kegeldach, arkadenartige Blendfenster, die mit Mauersteinen eingefasst sind; darunter ist ein schlichtes, rundbogenförmiges Ostportal.
Das Kirchenschiff ist ebenfalls schlicht gestaltet. Die Ostwand ist fensterlos; der Ostgiebel hat auf Traufhöhe Giebelohren und auf der Spitze ein Metallkreuz. Nach Norden und Süden sind fünf große und unter den im Westen gelegenen jeweils noch zwei kleine Rundbogenfenster ausgerichtet. Unter der Traufe befindet sich ein Traufgesims, welches ähnlich den Friesen der Ostseite gestaltet ist.
Der relativ schlichte Kirchenbau hat einen schlanken, sich in kleineren Abstufungen nach oben verjüngenden Westturm. Die Ecken des Turms wie des Schiffs weisen unverputzte Lisenen auf, die in Giebelzinnen auslaufen. Das Dach ist in Form eines Turmhelms aufgesetzt. Auf dessen Spitze befinden sich Turmkugel und Wetterhahn. Das Portal ist mit Ziegeln ummauert. Es besitzt eine spitzgiebelige Überdachung. In dem Giebel ist eine kreuzförmige Nische eingearbeitet. Die Tür ist dreiflügelig und hat ein halbrundes, fünfteiliges Oberlicht. Oberhalb des Portals befinden sich übereinander zwei schmale rundbogige Fenster. Es folgen ein bogenförmiger Fries, ein Ochsenauge und ein rundbogiges Blendfenster. Über letzterem zeigen sich ein weiterer Fries und eine kreisrunde Blende. Die Schallöffnungen für den Glockenstuhl sind nach Norden und Süden ausgerichtet. Eine Turmuhr ist einzig nach Osten ausgerichtet. Sie findet sich anstelle der kreisrunden Blende.

## Ausstattung

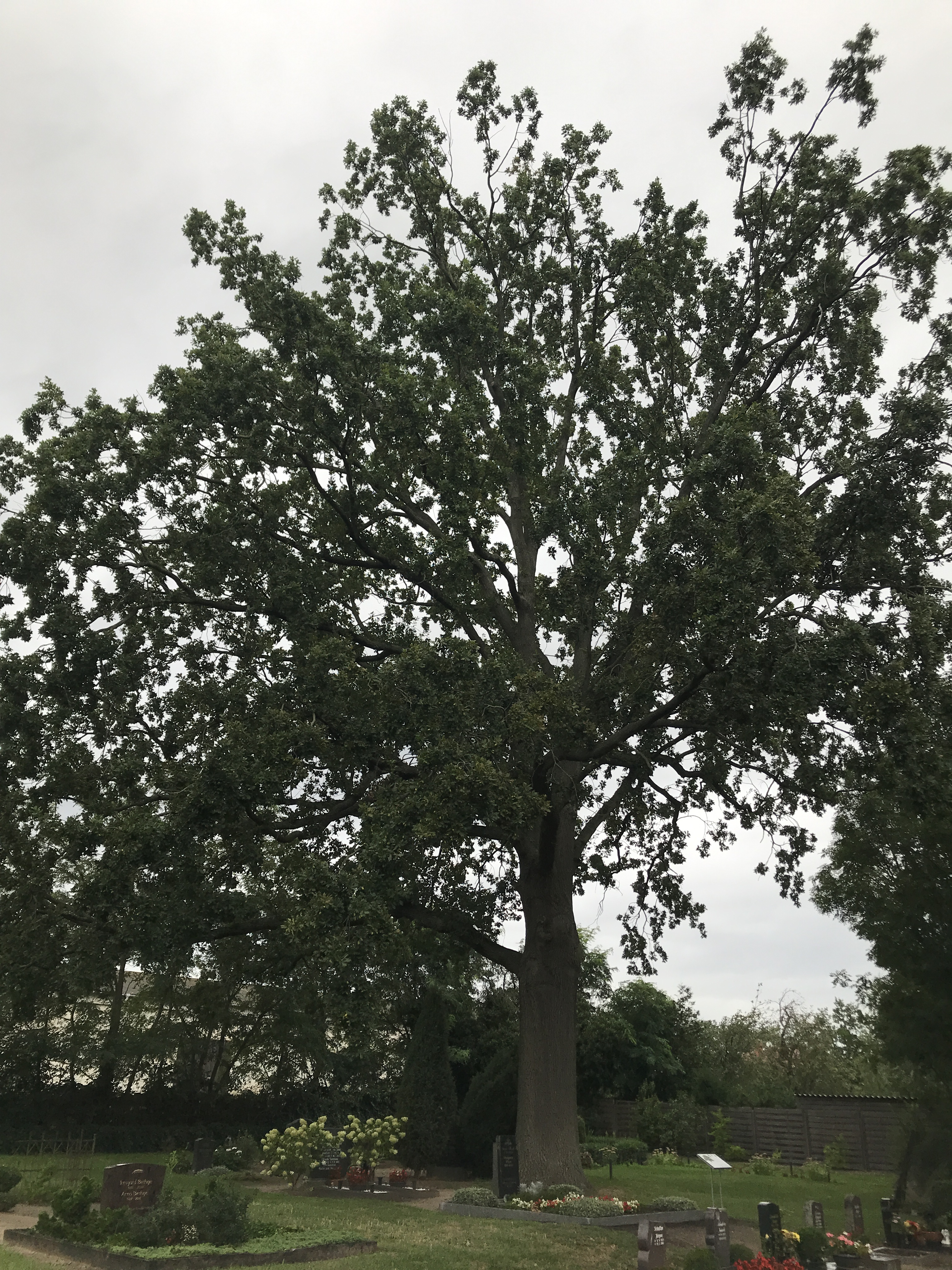
Stiel-Eiche von Artur Goltz

Das Kircheninnere ist schlicht gestaltet. Die Apsis ziert ein gemalter Sternenhimmel, wie ihn Karl Friedrich Schinkel für Dorfkirchen vorgab. Die Orgel stammt vom Potsdamer Orgelbaumeister Carl Eduard Gesell. Das Geläut ist aus Klangstahl gefertigt und wurde 1928 installiert.
Nördlich des Schiffs erinnert ein Denkmal an die Gefallenen aus dem Zweiten Weltkrieg. Auf seiner Rückseite erinnert ein weiteres Denkmal an gefallene sowjetische Soldaten. Östlich des Bauwerks steht eine Stiel-Eiche, die im Jahr 1917 von Artur Goltz (1887–1962) gepflanzt wurde. Er arbeitete seinerzeit als Lehrer im Ort. Als sein Sohn Siegfried am 13. Januar 1917 im Alter von nur einem Jahr und drei Monaten an einer Herzschwäche starb, entschied sich die Familie gegen einen Grabstein und pflanzte stattdessen diese Eiche. Artur und seine Frau Klara ließen sich dort ebenfalls beerdigen. Der Baum ist rund 40 Meter hoch und hat einen Stammdurchmesser von rund 2,5 m.